# نینا آساطریان
نینا قازاری آساطریان (ارمنی: Նինա Ղազարի Ասատրյան؛  ۲۵ مهٔ ۱۹۲۵ – ۱۴ نوامبر ۲۰۱۱) یک بازیگر اهل ارمنستان بود. وی بین سال‌های - تا - میلادی فعالیت می‌کرد.

## زندگی‌نامه
وی در ۲۵ مهٔ ۱۹۲۵ در شاهبوز به دنیا آمد و از دانشگاه دولتی فرهنگ و هنر آذربایجان فارغ‌التحصیل شد. وی در تئاتر دراماتیک ارمنیان استپاناکرت فعالیت می‌کرد. وی همچنین برندهٔ جوایزی همچون هنرمند شایسته ارمنستان شوروی (۱۹۷۸)، هنرمند مردمی آذربایجان شوروی (۱۹۷۹)، هنرمند افتخاری آذربایجان شوروی (۱۹۷۳) شده است. وی در ۱۴ نوامبر ۲۰۱۱ در سن ۸۶ سالگی در استپاناکرت درگذشت.